# Little Musgrave and Lady Barnard
«Little Musgrave and Lady Barnard» (с англ. — «Маленький Масгрейв и леди Барнард» также «Matty Groves» и др.; Child 81, Roud 52) — народная баллада английского происхождения. Фрэнсис Джеймс Чайлд в своём собрании приводит пятнадцать вариантов её текста, самый ранний из которых содержится в сборнике бродсайдов 1658 года «Wit Restored». Однако фрагмент баллады цитируется уже в поставленной в 1607 году пьесе Фрэнсиса Бомонта «Рыцарь Пламенеющего Пестика» (англ. The Knight of the Burning Pestle):
And some they whistled, and some they sung,

«Hey, down, down!»

And some did loudly say,

Ever as the Lord Barnet’s horn blew,

«Away, Musgrave, away!»
Также песня с таким названием была в 1630 году внесена в реестр гильдии книготорговцев, то есть баллада, по-видимому, была к началу XVII века хорошо известна.

## Сюжет
Молодой человек по имени Маленький Масгрейв (в других вариантах — Матти Гровс) отправляется в церковь. Там он встречает жену лорда Барнарда (Арнольда, Дональда, Дарнелла и др.), которая с ним флиртует. Она предлагает провести вместе ночь, говоря, что её муж находится вдали от дома. Юноша согласен. Слуга леди находит лорда и рассказывает ему об измене. Муж со своими людьми спешно возвращается и застаёт любовников врасплох. Лорд позволяет Масгрейву одеться и вооружиться, отдав тому лучший из двух мечей. Разыгрывается дуэль, в которой юноша ранит лорда, но потом погибает. Барнард спрашивает жену, кого она предпочтёт теперь, а в ответ слышит, что той милее поцелуй мертвеца, чем её муж. Услышав подобные речи, лорд убивает и супругу. Позже он раскаивается в содеянном и хоронит мёртвые тела в одной могиле. В некоторых вариантах после этого он убивает и себя, либо оказывается повешен.
В Камбрии существует деревня под названием Литл-Масгрейв, так что вполне вероятно, что имя героя в некоторых вариантах баллады изначально было топонимом. Все версии баллады, собранные в Шотландии, по-видимому, восходят к печатным английским версиям. Однако в собрание Чайлда включена схожая по сюжету баллада шотландского происхождения «The Bonny Birdy» (Child 82).

## Исполнители
Песня известна в исполнении таких популярных певцов, Джин Ритчи, Диллард Чэндлер, Мартин Карти.